# Glossotrophia disparata
Glossotrophia disparata är en fjärilsart som beskrevs av George Francis Hampson 1903. Glossotrophia disparata ingår i släktet Glossotrophia och familjen mätare. Inga underarter finns listade i Catalogue of Life.